# Ivanka Trump
Ivana Marie „Ivanka” Trump (/iˈvɑːŋkə/; n. 30 octombrie 1981) este o femeie de afaceri, fost fotomodel american și fiica celui de-al 47-lea președinte al Statelor Unite, Donald Trump, și a primei sale soții, fostul model Ivana Trump.
De-a lungul întregii vieți, ea a fost poreclită „Ivanka”, o formă diminutivă slavă a prenumelui ei Ivana.
Trump a fost vicepreședinte executiv al companiei tatălui său - The Trump Organization - și a servit drept consilier în consiliul emisiunii tatălui său The Apprentice. S-a mutat la Washington, D.C. în ianuarie 2017, după ce soțul ei, Jared Kushner, a fost numit în funcția de consilier principal al președintelui Statelor Unite de către tatăl ei.
Începând cu sfârșitul lunii martie 2017 și până în 2021, atunci când s-a încheiat mandatul lui Donald Trump, Ivanka a lucrat în administrația tatălui ei ca asistentă a președintelui.

## Legăturiexterne
- Biography at Trump.com (archived)
- Ivanka Trump – Fashion, Family & Lifestyle
- Ivanka Trump – Jewelry Collection Arhivat în 2 decembrie 2016, la Wayback Machine.
- Ivanka Trump la Internet Movie Database
- Ivanka Trump la Fashion Model Directory
- Apariții pe C-SPAN